# Tipula inordinans
Tipula inordinans är en tvåvingeart som beskrevs av Walker 1859. Tipula inordinans ingår i släktet Tipula och familjen storharkrankar. Inga underarter finns listade i Catalogue of Life.